# 東経105度線
東経105度線（とうけい105どせん）は、本初子午線面から東へ105度の角度を成す経線である。北極点から北極海、アジア、インド洋、南極海、南極大陸を通過して南極点までを結ぶ。東経105度線は西経75度線と共に大円を形成する。

## 通過する国・地点
東経105度線は、北極点から南極点まで南に向かって以下の場所を通っている。
| 地理座標                                               | 国土・領土・領海 | 備考                                                                                      |
| ------------------------------------------------------ | ---------------- | ----------------------------------------------------------------------------------------- |
| 北緯90度0分 東経105度0分 / 北緯90.000度 東経105.000度  | 北極海           |                                                                                           |
| 北緯80度4分 東経105度0分 / 北緯80.067度 東経105.000度  | ラプテフ海       |                                                                                           |
| 北緯78度50分 東経105度0分 / 北緯78.833度 東経105.000度 | ロシア           | ボリシェヴィク島（セヴェルナヤ・ゼムリャ諸島）                                            |
| 北緯78度21分 東経105度0分 / 北緯78.350度 東経105.000度 | ラプテフ海       |                                                                                           |
| 北緯77度35分 東経105度0分 / 北緯77.583度 東経105.000度 | ロシア           | バイカル湖を通過                                                                          |
| 北緯50度24分 東経105度0分 / 北緯50.400度 東経105.000度 | モンゴル         |                                                                                           |
| 北緯41度36分 東経105度0分 / 北緯41.600度 東経105.000度 | 中華人民共和国   | 内モンゴル自治区 寧夏回族自治区 甘粛省 四川省 雲南省 貴州省 広西チワン族自治区 雲南省     |
| 北緯23度13分 東経105度0分 / 北緯23.217度 東経105.000度 | ベトナム         |                                                                                           |
| 北緯18度45分 東経105度0分 / 北緯18.750度 東経105.000度 | ラオス           |                                                                                           |
| 北緯16度16分 東経105度0分 / 北緯16.267度 東経105.000度 | タイ             |                                                                                           |
| 北緯14度18分 東経105度0分 / 北緯14.300度 東経105.000度 | カンボジア       |                                                                                           |
| 北緯10度40分 東経105度0分 / 北緯10.667度 東経105.000度 | ベトナム         |                                                                                           |
| 北緯8度35分 東経105度0分 / 北緯8.583度 東経105.000度   | 南シナ海         | リンガ島（ インドネシア）のちょうど東を通過 バンカ島（ インドネシア）のちょうど西を通過。 |
| 南緯2度21分 東経105度0分 / 南緯2.350度 東経105.000度   | インドネシア     | スマトラ島                                                                                |
| 南緯5度43分 東経105度0分 / 南緯5.717度 東経105.000度   | インド洋         | パナイタン島（英語版）（ インドネシア）のちょうど西を通過。                               |
| 南緯60度0分 東経105度0分 / 南緯60.000度 東経105.000度  | 南極海           |                                                                                           |
| 南緯66度4分 東経105度0分 / 南緯66.067度 東経105.000度  | 南極大陸         | オーストラリア南極領土 - オーストラリアが領有権主張                                       |